# Psalm 105

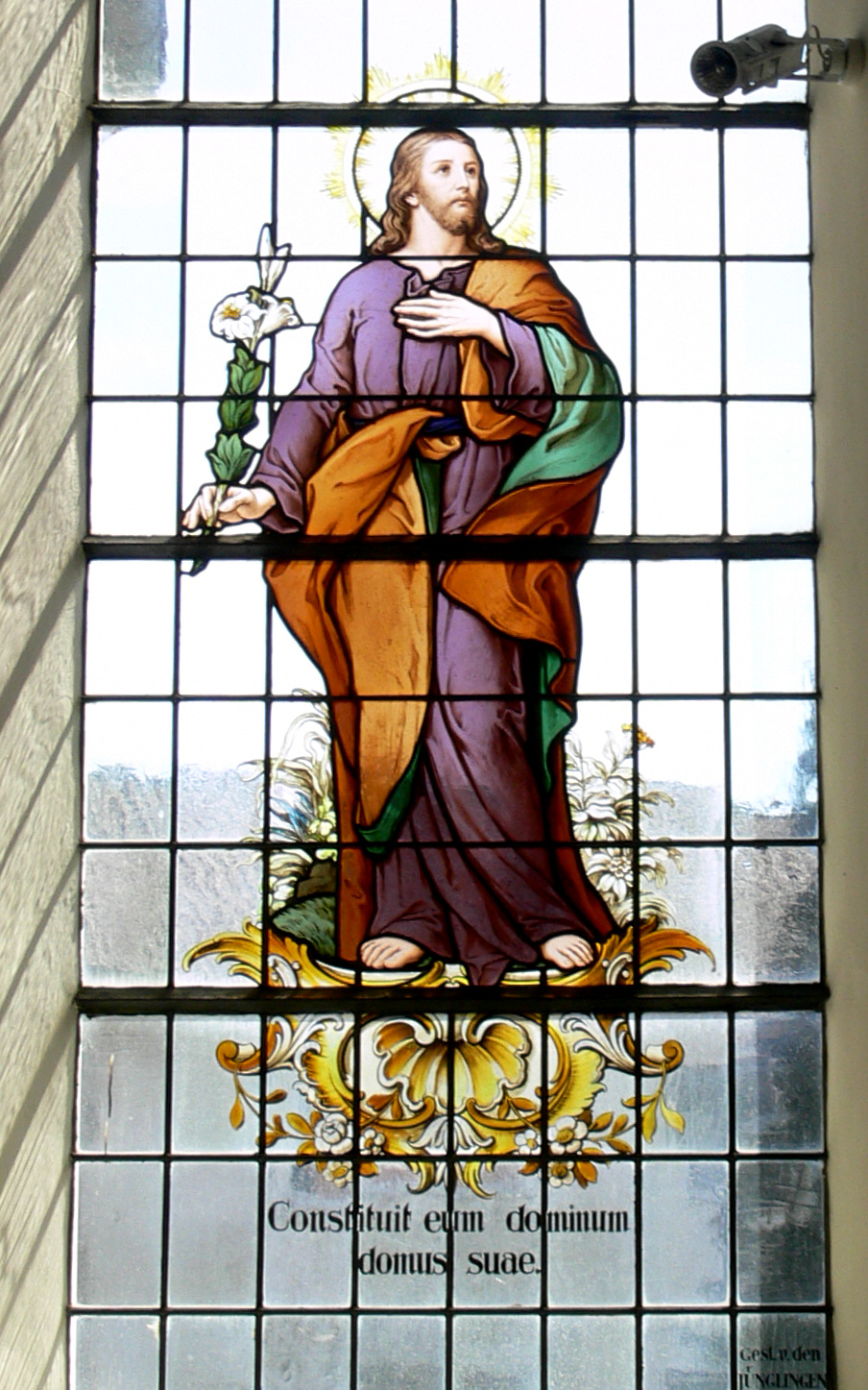
Kirchenfenster mit einem lateinischen Zitat aus Psalm 105,21

Der 105. Psalm ist ein biblischer Psalm aus dem vierten Buch des Psalters. Nach der griechischen Zählung, die neben der Septuaginta auch von der Vulgata verwendet wird, trägt der Psalm die Nummer 104.

## Inhalt
Der Psalmbeter lobt Gott für seine großen Taten. Anders als in Psalm 104 werden weniger die Taten Gottes als Schöpfer angesprochen, als vielmehr die Wunder an seinem Volk. Diese Taten werden als Aufforderung begriffen, Gott zu suchen. Die Zusage, die Gott den Stammvätern Israels und ihren Nachkommen im Bundesschluss gegeben hat, stellen das Grundthema des Psalms dar. An der Tatsache, dass das Volk Israel das gelobte Land tatsächlich in Besitz nehmen konnte, zeigt sich, dass Gott zu seiner Zusage steht. Als Dank soll es Gott nicht nur in Lobliedern dafür danken, sondern auch besonders die Gebote halten.

## Einordnung
Im Psalter selbst gibt es keinen einleitenden Vers, durch den dem Psalm eine Autorenschaft oder ein Kontext zugewiesen würde. Allerdings finden sich die ersten fünfzehn Verse im 1. Buch der Chronik wieder (1. Chr 16,8–22 ), wo sie den Anfang des Dankliedes darstellen, das David durch Asaf und seine Brüder anlässlich des Einzugs der Bundeslade in Jerusalem singen ließ (1. Chr 16,7 ).

## Rezeption
Das Kirchenlied Nun danket Gott, erhebt und preiset von Johannes Stapfer aus dem Jahr 1775, das 1798 durch Matthias Jorissen um die heutigen Strophen 2, 5 und 7 ergänzt wurden, basiert auf Psalm 105.